# Endrunde der Deutschen Mannschaftsmeisterschaft im Schach 1975
Die Endrunde der Deutschen Mannschaftsmeisterschaft im Schach 1975 fand vom 12. bis 14. Dezember in Delmenhorst statt. Über die viergleisige Bundesliga hatten sich der Delmenhorster SK (Gruppe Nord), die Solinger SG 1868 (Gruppe West), die SG Porz (Gruppe Südwest) und die SF Marktheidenfeld (Gruppe Süd) qualifiziert.

## 1. Runde
In der 1. Runde erzielten die SF Marktheidenfeld und die Solinger SG 1868 deutliche Siege gegen den Delmenhorster SK bzw. die SG Porz.
| Brett | Delmenhorster SK   | SF Marktheidenfeld | 2,5:5,5 |
| ----- | ------------------ | ------------------ | ------- |
| 1     | Manfred Hermann    | Craig Pritchett    | 0:1     |
| 2     | Haukur Angantýsson | Karl-Heinz Göhring | 0,5:0,5 |
| 3     | Reiner Franke      | Klaus Lindörfer    | 0:1     |
| 4     | Egon Ditt          | Rainer Oechslein   | 0,5:0,5 |
| 5     | Manfred Dornieden  | Leo Meinberger     | 0:1     |
| 6     | Claus Dieter Meyer | Peter Krauseneck   | 0,5:0,5 |
| 7     | Gerhard Rickers    | Wolfgang Riedel    | 0,5:0,5 |
| 8     | Manfred Hempel     | Herbert Pfeiffer   | 0,5:0,5 |

| Brett | SG Porz             | Solinger SG 1868   | 1,5:6,5 |
| ----- | ------------------- | ------------------ | ------- |
| 1     | Paul Ellrich        | Robert Hübner      | 0:1     |
| 2     | Paul Tröger         | Lubomir Kavalek    | 0:1     |
| 3     | Klaus Höllig        | Hans-Joachim Hecht | 0:1     |
| 4     | Wolfgang Hübner     | Manfred Christoph  | 1:0     |
| 5     | Hans-Jürgen Frenzel | Mathias Gerusel    | 0:1     |
| 6     | Edmund Budrich      | Heinz Lehmann      | 0:1     |
| 7     | Rüdiger Schmidt     | Egon Evertz        | 0,5:0,5 |
| 8     | Volkmar Hilgert     | Johannes Eising    | 0:1     |

## 2. Runde
In der 2. Runde besiegte die Solinger SG 1868 auch die SF Marktheidenfeld, so dass ihnen der Titel kaum noch zu nehmen war. Gleichzeitig endete der Wettkampf zwischen dem Delmenhorster SK und der SG Porz mit einem 4:4.
| Brett | SF Marktheidenfeld | Solinger SG 1868   | 2:6     |
| ----- | ------------------ | ------------------ | ------- |
| 1     | Craig Pritchett    | Robert Hübner      | 0,5:0,5 |
| 2     | Karl-Heinz Göhring | Lubomir Kavalek    | 0:1     |
| 3     | Klaus Lindörfer    | Hans-Joachim Hecht | 0:1     |
| 4     | Rainer Oechslein   | Heinz Lehmann      | 0,5:0,5 |
| 5     | Leo Meinberger     | Hans Besser        | 0,5:0,5 |
| 6     | Wolfgang Riedel    | Karlheinz Bachmann | 0:1     |
| 7     | Wolfgang Kolb      | Johannes Eising    | 0:1     |
| 8     | Herbert Pfeiffer   | Günter Capelan     | 0,5:0,5 |

| Brett | Delmenhorster SK   | SG Porz             | 4:4     |
| ----- | ------------------ | ------------------- | ------- |
| 1     | Manfred Hermann    | Paul Tröger         | 1:0     |
| 2     | Haukur Angantýsson | Bodo Schmidt        | 0,5:0,5 |
| 3     | Egon Ditt          | Paul Ellrich        | 0:1     |
| 4     | Manfred Dornieden  | Hans Pesch          | 1:0     |
| 5     | Claus Dieter Meyer | Klaus Höllig        | 0:1     |
| 6     | Gerhard Rickers    | Edmund Budrich      | 0,5:0,5 |
| 7     | Manfred Hempel     | Wolfgang Hübner     | 1:0     |
| 8     | Walter Rehe        | Hans-Jürgen Frenzel | 0:1     |

## 3. Runde
Mit dem Delmenhorster SK konnte die Solinger SG auch den letzten Gegner besiegen. Im Parallelwettkampf blieb die SG Porz gegen die SF Marktheidenfeld siegreich und erreichte damit den 2. Platz.
| Brett | SG Porz             | SF Marktheidenfeld | 5:3     |
| ----- | ------------------- | ------------------ | ------- |
| 1     | Paul Tröger         | Craig Pritchett    | 0:1     |
| 2     | Paul Ellrich        | Karl-Heinz Göhring | 0,5:0,5 |
| 3     | Bodo Schmidt        | Klaus Lindörfer    | 1:0     |
| 4     | Klaus Höllig        | Rainer Oechslein   | 1:0     |
| 5     | Wolfgang Hübner     | Leo Meinberger     | 0:1     |
| 6     | Edmund Budrich      | Peter Krauseneck   | 1:0     |
| 7     | Rüdiger Schmidt     | Wolfgang Riedel    | 1:0     |
| 8     | Hans-Jürgen Frenzel | Wolfgang Kolb      | 0,5:0,5 |

| Brett | Solinger SG 1868   | Delmenhorster SK   | 5:3     |
| ----- | ------------------ | ------------------ | ------- |
| 1     | Robert Hübner      | Manfred Hermann    | 0,5:0,5 |
| 2     | Hans-Joachim Hecht | Haukur Angantýsson | 0,5:0,5 |
| 3     | Lubomir Kavalek    | Egon Ditt          | 1:0     |
| 4     | Mathias Gerusel    | Manfred Dornieden  | 0:1     |
| 5     | Manfred Christoph  | Claus Dieter Meyer | 1:0     |
| 6     | Karlheinz Bachmann | Manfred Hempel     | 1:0     |
| 7     | Heinz Lehmann      | Gerhard Rickers    | 0,5:0,5 |
| 8     | Günter Capelan     | Walter Rehe        | 0,5:0,5 |

## Abschlusstabelle
|    | Verein             | Sp | G | U | V | MP  | Brett-P.  |
| -- | ------------------ | -- | - | - | - | --- | --------- |
| 1. | Solinger SG 1868   | 3  | 3 | 0 | 0 | 6:0 | 17,5:6,5  |
| 2. | SG Porz            | 3  | 1 | 1 | 1 | 3:3 | 10,5:13,5 |
| 3. | SF Marktheidenfeld | 3  | 1 | 0 | 2 | 2:4 | 10,5:13,5 |
| 4. | Delmenhorster SK   | 3  | 0 | 1 | 2 | 1:5 | 9,5:14,5  |